# Басово (Иркутская область)
Ба́сово — упразднённая в 2015 году деревня в Усть-Кутском районе Иркутской области, Россия.
Находилась глубоко в тайге, не имела постоянной транспортной связи с внешним миром. Входила в межселенную территорию Усть-Кутского района, управляется напрямую районной администрацией.

## Географическое положение
Басово расположено в центральной части Иркутской области в южной части (так называемом «верхнем подрайоне») Усть-Кутского района на правом берегу реки Лены, между устьями её небольших притоков — ручья Дудкинского и речки Аталанги.
Ближайшие крупные населённые пункты:
- город Усть-Кут — 100 км по воздуху (С), ок. 180 км по реке Лене (вниз по течению);
- посёлок Жигалово — 130 км по воздуху (Ю), ок. 160 км по реке (вверх по течению).

## История
Основана в 1699 году, названа по имени основателя — Гришки Никонова Басова. В 1723 году в деревне был один двор.

## Население
| 2002 | 2010 | 2011 | 2012 |
| ---- | ---- | ---- | ---- |
| 0    | →0   | →0   | →0   |

## Экономика
Предприятия отсутствуют. Население было занято в подсобном хозяйстве. Сбыт сельхозпродукции в бюджетные организации города Усть-Кута.

## Транспорт
С другими населёнными пунктами Басово связывают только лесные дороги и геологические профили, непроезжие для большинства автомобилей.
Зимой действует автозимник до Усть-Кута по руслу реки Лены, использующийся для доставки грузов и проезда частных автомобилей.
Летом сообщение с Усть-Кутом осуществляется речным транспортом. Курсируют теплоходы типа «Заря».
Весной и осенью Басово фактически отрезано от внешнего мира.

## Социальная сфера
Учреждения социальной сферы отсутствуют.
Снабжение жителей товарами первой необходимости осуществлялось оптовыми организациями на контрактной основе по заявкам жителей села.